# Marte Huke
Marte Huke (* 9. März 1974 in Lørenskog bei Oslo) ist eine norwegische Lyrikerin, deren Texte in neun verschiedenen Sprachen vorliegen.
Marte Huke wuchs in Melhus bei Trondheim auf, studierte Germanistik und Literaturwissenschaft an der Universität in Bergen und besuchte dort auch die sogenannte Skrivekunstakademiet (Autorenschule, wörtlich: Schreibkunstakademie). Im Herbst 2000 schrieb sie sich für den zweijährigen Studiengang „Literarische Gestaltung“ an der Universität Göteborg in Schweden ein.
Unmittelbar nach Abschluss dieses Studiums debütierte Huke mit dem Gedichtzyklus Delta (2002; deutsche Übersetzung 2019). Unsentimentale, dabei bildlich beeindruckende Naturgedichte zeichnen in diesem Band die Bewegung eines Flusslaufs nach und konfrontieren zwei Sprachen miteinander: die der Geographie und der Liebe. Mit den Mitteln der Poesie untersucht Huke die Möglichkeiten und Grenzen scheinbar heterogener Zeichensysteme – und führt nicht zuletzt die Schönheit ihrer gegenseitigen Durchdringung vor. In Kooperation mit dem Musiker Øyvind Brandtsegg hat Huke die Gedichte aus Delta später zu einem Werk für Chor und Computer umgearbeitet, das im Herbst 2002 in Trondheim seine Uraufführung erlebte.
In ihrem zweiten Gedichtband Se sol (wörtlich: Sieh Sonne, 2004) tritt eine unter anderem an Inger Christensen erinnernde Schriftthematik in den Mittelpunkt, die in Delta bereits ihren Anfang nahm. Nach zwei weiteren Gedichtbänden – Ta i mot (wörtlich: Nimm entgegen, 2008) und De fire årstidene (Die vier Jahreszeiten, 2011) – erschien im Herbst 2015 ihr erster Roman mit dem Titel Naturhistorie (Naturgeschichte). Der Gedichtband Du er et levende sted (wörtlich: Du bist ein lebender Ort, 2019) kreist unter anderem um die Themenkomplexe Schwangerschaft und Geburt. 
Marte Huke war von 2003 bis 2009 an der Organisation des Æ Å Trondheim Litteraturfestivals beteiligt. Sie lebt heute in Trondheim und Berlin. Sie ist eine Schwester der Jazzvokalistin Kirsti Huke.

## Werke
- Delta. Tiden, Oslo 2002. ISBN 82-10-04712-4.
  - Deutsche Ausgabe: Delta. Aus dem Norwegischen von Betty Wahl und Uwe Englert. Edition Rugerup, Berlin 2019. ISBN 978-3-942955-78-2.
  - Auszug auf Deutsch (S. 7–25): Delta. Aus dem Norwegischen von Betty Wahl. In: Neue Rundschau, 115. Jg. 2004, Heft 3: Vereinzelt Schneefall. Neue Texte aus Skandinavien. Hrsg. von Klaus Böldl und Uwe Englert. S. Fischer Verlag, Frankfurt/Main 2004, ISBN 3-10-809058-5).
- Se sol. Tiden, Oslo 2004. ISBN 82-10-04957-7.
- Ta i mot. Tiden, Oslo 2008. ISBN 9788205377233.
- De fire årstidene. Oslo: Tiden, 2011. ISBN 9788210051326.
  - Auswahl auf Deutsch: Die vier Jahreszeiten. Aus dem Norwegischen von Andrea Dobrowolski und Uwe Englert. In: die horen, Bd. 275, Jg. 64, Heft 3. Wallstein Verlag, Göttingen 2019, S. 76–81.
- Naturhistorie, Roman. Tiden, Oslo 2015. ISBN 9788210054846
- Du er et levende sted. Tiden, Oslo 2019. ISBN 9788210057298
- Los. Tiden, Oslo 2023. ISBN 9788210059186